# Ganj Dundawara
Ganj Dundawara es una ciudad y municipio situada en el distrito de Kanshiram Nagar en el estado de Uttar Pradesh (India). Su población es de 45385 habitantes (2011). 

## Demografía
Según el censo de 2011 la población de Ganj Dundawara era de 45385 habitantes, de los cuales 23802 eran hombres y 21584 eran mujeres. Ganj Dundawara tiene una tasa media de alfabetización del 60,16%, inferior a la media estatal del 67,68%: la alfabetización masculina es del 65,39%, y la alfabetización femenina del 54,40%.